# Ле Пјетре (Пескара)
Ле Пјетре (итал. Le Pietre) је насеље у Италији у округу Пескара, региону Абруцо.
Према процени из 2011. у насељу је живело 33 становника. Насеље се налази на надморској висини од 507 м.